# Paul L. Modrich
Paul Lawrence Modric (Raton, Nou Mèxic -EUA- 13 juny de 1946) és un professor James B. Duke estatunidenc de Bioquímica a la Universitat de Duke especialitzat en la bioquímica de l'àcid nucleic, la biologia del càncer, els orígens de les mutacions i investigador sobre la reparació genètica al Howard Hughes Medical Institute, conegut pels seus estudis sobre el mecanisme de reparació de l'ADN. Va ser guardonat amb el Premi Nobel de Química el 2015 —juntament amb Tomas Lindahl i Aziz Sancar— per «definir a nivell molecular com actuen les cèl·lules per reparar l'ADN danyat i preservar la informació genètica».
Va estudiar al Massachusetts Institute of Technology i es va doctorar, el 1973, per la Universitat Stanford amb una tesi on estudià el funcionament de la ligasa i en la que va demostrar que és essencial per a la viabilitat de l'eubacteri Escherichia coli. Va començar a treballar com a investigador bioquímic al Howard Hughes Medical Institute de la Universitat de Duke el 1994, on desenvolupà la seva tasca sobre la metilació del DNA, i va demostrar que hi ha un sistema de reconeixement i reparació d'insercions errònies, supressions i d'errors d'incorporació de nucleobases, que poden sorgir durant la replicació de l'ADN i la recombinació genètica; defectes en aquest sistema causen trastorns genètics autosòmics dominants de càncer de còlon, la síndrome de Lynch.
És membre de l'Acadèmia Nacional de Ciències dels Estats Units, del Duke Cancer Institute, de la National Academy of Medicine i del Howard Hughes Medical Institute. Ha escrit diversos articles científics com Extrahelical (CAG)/(CTG) triplet repeat elements support proliferating cell nuclear antigen loading and MutLa endonuclease activation (2013), Coupling of human DNA excision repair and the DNA damage checkpoint in a defined in vitro system (2014), Hydrolytic function of Exo1 in mammalian mismatch repair (2014) o el llibre DNA repair. Structures and mechanisms of DNA restriction and modification enzymes, entre d'altres.